# 광속인간 샘
《광속인간 샘》(영어: Quantum Leap)은 1989년 3월 26일부터 1993년 5월 5일까지 NBC에서 방영된 텔레비전 드라마이다.
대한민국에서는 KBS2 TV 한국방송 1989년 9월부터 1990년 7월까지, MBC 문화방송에서 1990년 9월부터 1991년 7월까지 송출하였다. SBS 서울방송에서 개국 특집으로 1991년 12월 15일부터 시즌 1을 방영한 바 있다.
미국에서 1990년 9월 28일에 방영된 시즌 3 1화 "The Leap Home: Part 1"과 10월 5일에 방영된 2화 "The Leap Home: Part 2"가 《사선을 넘어》라는 제목으로 대한민국에서 비디오 출시된 적이 있다.

## 출연
- 스콧 배큘라
- 딘 스톡웰
- 데버라 프랫
- 테리 해처
- 미미 쿠직
- 지지 라이스
- 로디 맥다월
- 워런 프로스트
- 올리비아 버넷
- 수전 디올

## 국내 방영 정보
| 회차   | 국내 방영 제목          |
| ------ | ----------------------- |
| 제1화  | 뮤지컬스타의 사랑이야기 |
| 제2화  | 죽은 자의 목소리        |
| 제3화  | 허니문특급              |
| 제4화  | 스턴트맨 형제           |
| 제5화  | 사랑은 국경을 넘어      |
| 제6화  | 문제의 과학실험실       |
| 제7화  | 케빈의 청춘일기         |
| 제8화  | 필드위의 우정           |
| 제9화  | FBI 첩보작전            |
| 제10화 | 인디언 노인의 자유선언  |
| 제11화 | 독일여인의 의문사       |
| 제12화 | 당구장 블루스           |
| 제13화 | 곡예사의 환희           |
| 제14화 | 바니의 모정             |
| 제15화 | 사랑의 유람선           |
| 제16화 | 사랑과 영혼(최종회)     |